# It's gonna rain!
「It's gonna rain!」（イッツ・ゴナ・レイン）は、BONNIE PINKの5枚目のシングル。1997年6月18日発売。発売元はポニーキャニオン。CDコードはPCDA-00976。

## 解説
前作から2ヶ月ぶりとなるシングルで、アルバム『Heaven's Kitchen』よりシングルカット。 雨の日の女性の不安定な心境を表現した楽曲。「It's gonna rain!」は『るろうに剣心 -明治剣客浪漫譚-』エンディングテーマ、1998年公開松竹配給映画『落下する夕方』劇中挿入歌。

## 収録曲
作詞・作曲：Bonnie Pink／編曲：Tore Johansson
1. It's gonna rain! [4:36]
  - CX系アニメ『るろうに剣心 -明治剣客浪漫譚-」5代目エンディングテーマ
  - 松竹配給映画『落下する夕方』挿入歌
2. かなわないこと [3:24]
3. It's gonna rain!（Inst.）

## 収録アルバム
- 『Heaven's Kitchen』（1）
- 『Bonnie's Kitchen ＃1』（#1, 2）
- 『Every Single Day -Complete BONNIE PINK（1995-2006）-』（#1,2）
- 『Dear Diary』初回限定特典CD「BONNIE PINK B-side collection(1996～2009)」に収録（#2）
- 『プラチナムベスト BONNIE PINK〜BONNIE’S KITCHEN』（#1,2）
- 『るろうに剣心 -明治剣客浪漫譚- ベスト・テーマ・コレクション』（#1）
- 『るろうに剣心 プレミアム・コレクション』（#1）
- 『るろうに剣心-明治剣客浪漫譚- COMPLETE CD-BOX』（#1.）
- 『るろうに剣心 Complete Collection』（#1.）
- オリジナル・アルバム未収録（#2）

## カバー
- 『TVこどものうた』（#1 子供向けアニメソングとしてSheryがカバー）
- 『テレビ こどものうた＜Relax～リラックス＞』（#1 子供向けアニメソングとしてSheryがカバー）